# Tipula amoenicornis
Tipula amoenicornis är en tvåvingeart som beskrevs av Alexander 1922. Tipula amoenicornis ingår i släktet Tipula och familjen storharkrankar. Inga underarter finns listade i Catalogue of Life.